# ダイアナ (ブライアン・アダムスの曲)
「ダイアナ」(Diana) は、カナダの歌手ブライアン・アダムスの楽曲。アダムスがジム・ヴァランスと共作した曲で、イギリス盤シングル「ヘヴン (Heaven)」のB面に収められていたが、アダムスのアルバム未収録曲の中では、最も知られた曲のひとつである。ポルトガルでは、シングルとして発売された。

## 背景
この曲は、1984年3月に、カナダのバンクーバーで書かれた。チャールズ3世（当時皇太子）とダイアナ妃の結婚について歌った、明るく楽しい歌として意図された作品である。この曲は、アダムスのアルバム『レックレス』に収録されなかったが、これは、この曲が王室への不敬にあたると受け取られることを懸念したためであった。しかし、この曲はその後、1985年に、シングル「ヘヴン」のイギリス発売盤のB面曲となった

## 歌詞
歌詞の内容は、歌い手が最初に雑誌で見かけ、後にテレビで見た、有名人のダイアナに憧れるというものである。歌い手は、ダイアナへの愛を語り、彼女の現在の夫（具体的な名は示されない）は、彼女にふさわしいほど立派ではないとほのめかす。歌い手はダイアナに、夫と別れるよう願い、もし自分と一緒になっていれば「社交界」の一員でいなくてもよかったのに、とほのめかす。
この歌は、ダイアナとチャールズ皇太子について歌っていると思われているが、誰のことを歌っているかは断定的には語られていない。さらに、歌われているダイアナが、何をする人物かについても、彼女が広く知られた有名人であるということ以外、何も語られていないし、チャールズが名前や肩書きで言及されることもない。ただし、歌詞の中でダイアナは「僕の夢の女王 (the queen of all my dreams)」として言及され、王室との関係も暗示されている。

## メディアの反応
共作者であるジム・ヴァランスによれば、このレコードを手に入れたイギリスのマスコミは、アダムスがダイアナに不適切な感情を抱いて皇太子チャールズを侮辱しているとして「スキャンダルに仕立てようとした (attempted to fabricate a scandal)」という。

## ライブでの演奏
アダムスは、この曲をライブでよく演奏していたが、ダイアナの死去後はこの曲を封印して演奏しなくなった。